# Коминии
Коми́нии (лат. Cominii) — древний римский патрицианский (позже также и плебейский) род. Представитель рода в первые годы республики занимает должность консула, что свидетельствует о патрицианском происхождении рода.
В дальнейшем информация о патрицианских Коминиях не встречается, и лишь с IV веке до н. э. появляются упоминания о представителях плебейских Коминиев. Вероятно, это связано либо с вымиранием патрицианского рода, либо с его переходом в плебейское сословие.

## Происхождение и имя
Имя рода, возможно, происходит от названия города Коминия, откуда мог происходить данный род, после переселения в Рим принявший в качестве названия имя своей родины (подобно Тарквиниям). В этом случае можно предположить оскско-самнитское происхождение рода. Дополнительным аргументом является фамилия (cognomen) ранних патрицианских Коминиев — Аврунк (лат. Auruncus), происходящая от названия италийского племени аврунков, язык которых принадлежал к оскской подгруппе италийской группы.

## Родовые имена
Среди ранних патрицианских Коминиев известен только один представитель, носивший имя Постум (лат. Postumus). Позднее, среди плебейских Коминиев встречаются имена Гай (лат. Gaius), Луций (лат. Lucius), Марк (лат. Marcus), Публий (лат. Publius).

## Ветви рода
Среди патрицианских Коминиев известна только одна ветвь — Аврунки (лат. Aurunci), происходящая от названия италийского племени аврунков.

## Представители рода
- Постум Коминий Аврунк — консул 501 до н.э. (вместе с Титом Ларцием Флавом)[1] и 493 до н.э. (вместе со Спурием Кассием Вецеллином)[1], руководил римским войском в войне с вольсками, в которой прославился Гней Марций Кориолан[2].
- Понтий Коминий — отважный юноша, который во время войны Рима с вторгшимися в Италию галлами проник в окруженный Рим и поднялся в цитадель на Капитолийском холме, чтобы получить распоряжение сената на назначение Камилла диктатором[3][4].
- Луций Коминий — военный трибун в армии диктатора Луция Папирия Курсора в 325 до н.э.[5]
- Гай Коминий — всадник, изобличенный в написании порочащего императора Тиберия стихотворения, но прощенный императором[6].
- Марк Коминий Секунд — консул-суффект 151 года.